# Petelin in zmaj
Petelin in zmaj je kratka pravljica iz zbirke pravljic Pogašeni zmaj (2003) slovenske pisateljice, pesnice, režiserke in prevajalke Bine Štampe Žmavc. Petelin in zmaj je pravljica o naivnem zmaju, ki se ustraši samega petelina. 

## Glavna literarna oseba
Glavna literarna oseba ja bahavi strašen zmaj, ki je ustrahoval vse ljudi. Vse druge ljudi je podcenjeval, se nesramno obnašal in mislil, da ni bolj močnega junaka na svetu. Bil pa je tudi zelo naiven in neprimišljen, saj ga pastirček zlahka pretenta.

## Simbol zmaja
V vzhodnih kulturah zmaj simbolizira srečo. Na zahodu pa je za razliko v pravljicah vedno upodobljen kot zlobni zmaj, katerega mora premagati dobri princ, da pride do lepe kraljične. Na vzhodu zmaji veljajo za junake, na zahodu pa zlobne pošasti. V pravljicah so zmaji največkrat prikazani kot veliki zlobni ogenj-bruhajoči stvori z velikimi zobmi in po navadi v službi zlobnih čarovnic. Vedno so inteligentni in ubogajo ukaze.
Simbol zmaja v krščanstvu pomeni zlobno osebnost, zaradi povezovanja s hudičem (razširjeno predvsem v Evropi). Poganska razlaga simbolizira zmaja kot zaščitnika (pripisujejo mu moč in zvitost), primer je valižanski zmaj Y Ddraig Goch (dobesedno rdeči zmaj), ki nastopa tudi v državni zastavi Walesa. Današnji grbi z zmaji izhajajo iz heraldičnega simbola, ki se je sprva pojavil na ščitih srednejveških vitezov.

## Pomen glavne literarne osebe
Pomen zmaja v pravljici je zelo negativen, ker ljudi ustrahuje, se baha in pastirjem krade ovce. Povzroči celotno napeto dogajanje, ki se na koncu sprevrže zmaju v posmeh. 

## Stranske osebe
- pastir
- petelin Čopko Atil

## Vsebina
V Petelinji vasi je strašil grozen zmaj, ki je vsako leto na Zmajskem polju izzival junake na dvoboj. Ampak nihče si ni upal bojevati z njim, dokler se nekega leta ni oglasil pastir, da bi se bojeval, ker mu zmaj vsako leto ukrade pol črede ovac. Zmaj se mu je posmehoval, ker je bil pastir majhen in šibak. A pastir mu je rekel, da ga izziva na dvoboj njegov oproda. Zmaja je zanimalo, kje je junak, ki se bo bojeval z njim. Pastir mu je odgovoril, da mu njegov oproda, ki je tako strašen, da bi ga že sam pogled nanj ohromil, predlaga dvoboj na daljavo.
Zmaju se je zdelo smešno, ker junaka ne bi mogel sploh spoznati. Pastir mu je rekel, da ga bo slišal zjutraj, ko bo s svojim močnim glasom priklical dan. Zmaj je bil še vedno prepričan v svojo zmago. Skupaj sta počakala na jutro. In zjutraj je zakikirikal petelin in naredil se je dan. Zmaj se je tako ustrašil, da se je polulal in Zmajsko polje je zalila velika mlaka. Pastir je pregnal strašnega zmaja in v spomin se vas še danes imenuje Petelinja vas in mlaka sredi nje Črna ali Zmajska mlaka.

## Interpretacija
V pravljici je motiv zmaja, ki ni junak, ampak vzbuja posmeh. Najbolj smešno je, da ga je premagal šibak in majhen pastir, ampak ne z močjo, temveč z glavo. Nauk pravljice je, da se ne smeš hvaliti in druge ljudi podcenjevati in zaničevati, ker te hitro doleti kazen.

## Motivsko tematske povezave
Ostale zgodbe iz slovenske književnosti, v katerih nastopa motiv zmaja:
- Zmaj Tolovaj
- Zmaj Lakotaj z Ljubljanskega gradu
- Zmaj močeraj
- Zmajček razgrajaček
- Varuh obale
- Uspavanka za zmajčke
- Zaljubljeni zmaj
- Zmajček Jami v Postojnski jami
- Plahi zmaj
- Pošastno
- Zlatolaska in zmaj
- Zmaji iz našega mesta
- Prijazni zmaj Zumi
- Anin zmaj
- Zmaj Direndaj
- Pogašeni zmaj